# Miguel Inclán
Pour les articles homonymes, voir Inclán.
Miguel Inclán Delgado (né en 1897 à Mexico et mort le 25 juillet 1956 à Tijuana) était un acteur de cinéma mexicain entre les années 1930 et 1950. Il interprétait essentiellement des méchants à l'écran, mais a aussi plusieurs fois incarné Benito Juárez et surtout Cochise dans le grand western de John Ford le Massacre de Fort Apache.

## Filmographie
- 1938 : Nobleza ranchera
- 1939 : Corazón de niño
- 1939 : El cementerio de las águilas
- 1939 : pero no revueltos Juntos
- 1940 : El charro negro
- 1940 : El gavilán
- 1940 : El monje loco (es)
- 1940 : Los de abajo
- 1940 : Los olvidados de dios
- 1940 : Mala yerba
- 1941 : Amor chinaco
- 1941 : Creo en Dios
- 1941 : Cuando los hijos se van
- 1941 : El rápido de las 9:15
- 1941 : El zorro de Jalisco
- 1941 : Ni arena ni sangre
- 1941 : No te rajes! ¡Ay Jalisco
- 1941 : Volver a vivir
- 1942 : Allá en el bajio
- 1942 : El barbero prodigioso
- 1942 : La epopeya del camino
- 1942 : La isla de la pasión
- 1942 : Los dos pilletes
- 1942 : Les Trois Mousquetaires de Miguel M. Delgado
- 1942 : Simón Bolívar
- 1942 : Soy puro mexicano
- 1943 : Doña Bárbara
- 1943 : El padre Morelos
- 1943 : El rayo del sur
- 1943 : La posada sangrienta
- 1943 : La vírgen roja
- 1943 : Mexicanos al grito de guerra
- 1944 : El mexicano
- 1944 : La China poblana
- 1944 : La fuga
- 1944 : María Candelaria
- 1944 : Mariquita linda Adiós
- 1944 : Murallas de pasión
- 1944 : Porfirio Díaz
- 1944 : Rosa de las nieves
- 1945 : Caminos de sangre
- 1945 : El criollo
- 1945 : La hora de la verdad
- 1945 : La selva de fuego
- 1946 : Enamorada
- 1946 : Guadalajara pues
- 1947 : El tigre de Jalisco
- 1947 : Si me han de matar mañana
- 1947 : Dieu est mort de John Ford
- 1948 : Barrio de pasiones
- 1948 : Le Massacre de Fort Apache de John Ford
- 1948 : Los pobres nosotros
- 1948 : Maclovia
- 1949 : El rencor de la tierra
- 1949 : En cada puerto un amor
- 1949 : Rayito de luna
- 1949 : Les Bas-fonds de Mexico (Salon Mexico) d'Emilio Fernández
- 1949 : Tierra muerta
- 1950 : Aventurera
- 1950 : Cuando los hijos odian
- 1950 : Los olvidados de Luis Buñuel
- 1951 : El siete machos de Miguel M. Delgado
- 1951 : La tienda de la esquina
- 1951 : Las mujeres de mi general
- 1951 : Los hijos de la calle
- 1951 : Los pobres siempre van al cielo
- 1952 : Indian Uprising
- 1954 : El Águila negra
- 1954 : Miradas que matan
- 1954 : Sombra verde
- 1955 : El plagiario
- 1955 : Fuerza de los humildes
- 1955 : La rosa blanca
- 1955 : María la Voz
- 1955 : Seven Cities of Gold
- 1956 : Bandido de Richard Fleischer
- 1956 : Enemigos